# Anna torta
Az Anna torta egy csokoládétorta, amelyet ifj. Carl Demel sógornőjéről, a bécsi Demel Cukrászda vezetőjéről, Anna Demelről neveztek el és a mai napig a bécsi, korábban császári és királyi (K. u. k.) Demel cukrászdában készítik.
A csokoládé- illetve trüffeltorta három piskótaszerű, magas zsírtartalmú tésztarétegből, közötte párizsikrémből (csokoládés vajkrém), illetve narancslikőrből és nugátbevonatból készül. A vékony nugátréteget egy hideg márványfelületen hűtik le, amelyet ezután a torta tetején körbefutó hullámokként rendeznek el.

## Fordítás
- Ez a szócikk részben vagy egészben  az   Annatorte című német Wikipédia-szócikk ezen változatának fordításán alapul.  Az eredeti cikk szerkesztőit annak laptörténete sorolja fel. Ez a jelzés csupán a megfogalmazás eredetét és a szerzői jogokat jelzi, nem szolgál a cikkben szereplő információk forrásmegjelöléseként.